# 高田市
高田市（たかだし）は、かつて新潟県西部（上越地方）に存在した市。現在の上越市南部。市制施行前は中頚城郡に属していた。

## 概略
江戸時代初期に、越後国・信濃国の両国で45万石を与えられた松平忠輝（徳川家康の六男）が居城として高田城を築いて以来、高田藩の城下町として栄えた。明治の廃藩置県当初は、現在の上越地方（頚城地方）を範囲とする高田県の県庁所在地であった。
周辺地域は豪雪地帯として知られ、1945年（昭和20年）2月26日には377cmの積雪を記録した。雁木と呼ばれるアーケード状の軒先など、独特の町並が残る。

## 地理

### 隣接していた自治体
- 直江津市
- 新井市
- 中頸城郡：板倉町・清里村・三和村
- 東頸城郡：牧村

## 歴史

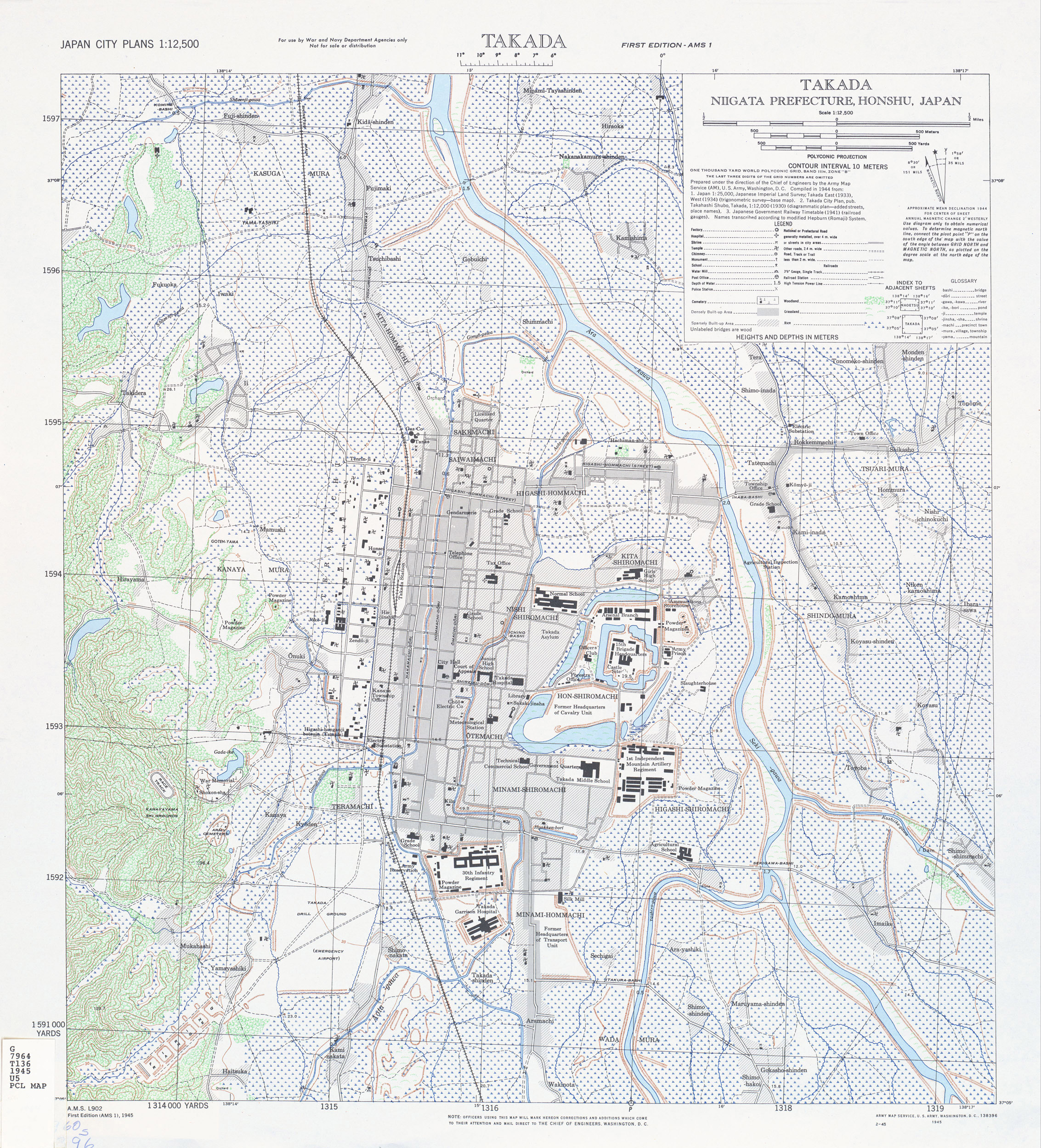
アメリカ陸軍地図局による新潟県高田市の地図。1945年版。

### 沿革
- 1889年（明治22年）4月1日 - 町村制の施行により、中頸城郡高田下紺屋町、高田下小町、高田寄大工町、高田大鋸町、高田本杉鍛冶町、高田新本杉鍛冶町、高田元府古町、高田本大工町、高田中寺町、高田下寺町、高田刃物鍛冶町、高田土橋町、高田陀羅尼町、高田新田町、高田下職人町、高田善光寺町、高田長門町、高田中屋敷町、高田本誓寺町、高田直江町、高田稲田鍛冶町、高田鍋屋町、高田西村町、高田伊勢町、高田出雲町、高田関町、高田横春日町、高田竪春日町、高田府古町、高田上紺屋町、高田上蔵番町、高田新蔵番町、高田上寺町、高田横町、高田呉服町、高田上小町、高田中小町、高田上職人町、高田桶屋町、高田杉森町、高田下田端町、高田檜物屋町、高田上田端町、高田両替町、高田須賀町、高田新須賀町、高田新職人町、高士村の区域の一部、高田藪野新田村、高田陀羅尼新田、高田陀羅尼新々田及び高田川原町新田の区域をもって、中頸城郡高田町が発足する。
- 1908年（明治41年）11月1日 - 中頸城郡高田町及び高城村が合併して、改めて中頸城郡高田町が発足する。
- 1911年（明治44年）9月1日 - 市制施行して、高田市となる。
- 1947年（昭和22年）10月12日 - 昭和天皇の戦後巡幸。県立高田中学校校庭に市民奉迎場が設けられ昭和天皇を迎える。戦災者、海外引揚者住宅が視察先となる[2]。
- 1954年（昭和29年）4月1日 - 中頸城郡新道村及び金谷村を編入する。
- 1955年（昭和30年）
  - 2月1日 - 中頸城郡春日村、諏訪村、津有村、三郷村及び和田村の区域の一部を編入する。
  - 4月1日 - 大字愛宕国分、五智国分、毘沙門国分寺、善光寺浜、居多、居田、大場、国分寺及び虫生岩戸の区域を直江津市に編入する。
  - 6月1日 - 新井市の区域の一部を編入する。
- 1958年（昭和33年）4月1日 - 大字三交の区域の一部、木田の区域の一部、中門前の区域の一部、薄袋の区域の一部及び寺分の区域の一部を直江津市に編入する。
- 1959年（昭和34年）11月1日 - 中頸城郡高士村を編入する[3]。
- 1963年（昭和38年）8月1日 - 高田市及び直江津市の区域の境界の一部を変更する。
- 1970年（昭和45年）2月1日 - 高田市及び直江津市の区域の境界の一部を変更する。
- 1971年（昭和46年）
  - 4月15日 - 高田市及び新井市の区域の境界の一部を変更する。
  - 4月29日 - 高田市及び直江津市が合併して、上越市が発足する。

## 行政

### 歴代市長
| 代               | 氏名             | 就任日           | 退任日           | 備考             |
| 高田町長（官選） | 高田町長（官選） | 高田町長（官選） | 高田町長（官選） | 高田町長（官選） |
| ---------------- | ---------------- | ---------------- | ---------------- | ---------------- |
| 初               | 中川源造         | 1889年5月22日    | 1890年10月31日   | 辞職             |
| 2                | 大井茂作         | 1890年11月24日   | 1891年8月19日    | 死去             |
| 3                | 室十一郎         | 1891年9月28日    | 1893年10月23日   | 辞職             |
| 4                | 中川源造         | 1893年10月31日   | 1896年1月31日    | 辞職             |
| 5                | 倉石源造         | 1896年3月26日    | 1908年2月12日    | 辞職             |
| 6                | 室十二郎         | 1908年7月22日    | 1911年8月31日    | 辞職             |
| 高田市長（官選） |                  |                  |                  |                  |
| 事務取扱         | 寒川卯之七       | 1911年9月1日     | 1912年1月8日     |                  |
| 初               | 倉石源造         | 1912年1月6日     | 1921年5月13日    | 死去             |
| 2                | 河島良温         | 1921年8月6日     | 1924年10月7日    |                  |
| 3                | 川合直次         | 1924年10月29日   | 1936年2月2日     |                  |
| 4                | 江坂徳蔵         | 1936年7月4日     | 1938年8月27日    |                  |
| 5                | 中川潤治         | 1938年10月6日    | 1945年3月4日     |                  |
| 6                | 川上大造         | 1945年5月30日    | 1946年11月20日   |                  |
| 高田市長（公選） |                  |                  |                  |                  |
| 7                | 関威雄           | 1947年4月5日     | 1955年1月20日    | 死去             |
| 8                | 川澄農治         | 1955年3月15日    | 1963年3月14日    |                  |
| 9                | 小山元一         | 1963年4月30日    | 1971年4月28日    | 廃止             |

## 経済

### 産業
農業
『大日本篤農家名鑑』によれば、高田町の篤農家は金石、室、飯塚、池内、上原、八田、山田、高橋、岡田、中川、山岸、佐藤、三上、丸山姓の人物がいた。

### 娯楽
- 高田シネマ（本町） - 映画館[10]。
- 高田松竹館（本町） - 映画館[10]。
- 高田中央劇場（仲町） - 映画館[10]。
- 高田東映劇場（仲町） - 映画館[10]。
- 高田文化劇場（大町） - 映画館[10]。

## 交通

### 鉄道
- 信越本線（現えちごトキめき鉄道妙高はねうまライン）

脇野田駅（現上越妙高駅） - 南高田駅 - 高田駅 - 春日山駅

### 道路
- 国道18号

## 出身・ゆかりのある人物

### 政治家・経済人
- 塚田十一郎 - 政治家。参議院議員・衆議院議員・新潟県知事・郵政大臣[11][12]。
- 中川源造 - 政治家。衆議院議員・新潟県会議員・高田町長。
- 室孝次郎 - 政治家。衆議院議員・愛媛県知事。

### 学者
- 坂口謹一郎 - 農芸化学者。東京大学名誉教授。

### 文化人
- 長野宇平治 - 建築家。日本建築士会初代会長。
- 川端誠 - 絵本作家。
- 小川未明 - 小説家・児童文学作家。
- 岩野勇三 - 彫刻家。県立高田高等学校出身。東京造形大学教授。高田城址公園内「岩野勇三ブロンズコーナー」。